# Cantone di Vic-en-Bigorre
Il Cantone di Vic-en-Bigorre è una divisione amministrativa dell'arrondissement di Tarbes.
A seguito della riforma approvata con decreto del 25 febbraio 2014, che ha avuto attuazione dopo le elezioni dipartimentali del 2015, è passato da 15 a 22 comuni.

## Composizione
I 15 comuni facenti parte prima della riforma del 2014 erano:
- Andrest
- Artagnan
- Caixon
- Camalès
- Escaunets
- Nouilhan
- Marsac
- Pujo
- Saint-Lézer
- Sanous
- Siarrouy
- Talazac
- Vic-en-Bigorre
- Villenave-près-Béarn
- Villenave-près-Marsac

Dal 2015 i comuni appartenenti al cantone sono i seguenti 22:
- Andrest
- Artagnan
- Aurensan
- Caixon
- Camalès
- Escaunets
- Gayan
- Lagarde
- Marsac
- Nouilhan
- Oroix
- Pintac
- Pujo
- Saint-Lézer
- Sanous
- Sarniguet
- Siarrouy
- Talazac
- Tarasteix
- Vic-en-Bigorre
- Villenave-près-Béarn
- Villenave-près-Marsac